# Царицын (гекбот, 1729)
«Царицын» — гекбот Каспийской флотилии Российской империи, один из гекботов типа «Астрахань».

## Описание судна
Парусный трёхмачтовый гекбот с деревянным корпусом, один из 5 гекботов типа «Астрахань», строившийся в Казани в 1729 году. Длина судна составляла 25,9—25,91 метра, ширина 7,3—7,32 метра, а осадка 3,66—3,7 метра.
Второй из двух гекботов Каспийской флотилии, носивших это наименование, первый одноименный гекбот был построен в 1723 году. Также в составе флотилии нёс службу одноимённый гребной фрегат 1795 года постройки.

## История службы
Гекбот «Царицын» был заложен на стапеле Казанского адмиралтейства и после спуска на воду в 1729 году вошёл в состав Каспийской флотилии России.